# Tina Barneyová
Tina Barneyová (nepřechýleně Barney; * 27. října 1945) je americká fotografka, která je nejznámější svými rozsáhlými barevnými portréty rodiny a blízkých přátel v New Yorku a Nové Anglii. Je členkou rodiny Lehmanů.

## Životopis
Barneyová se narodila jako Tina Isles, jedno ze tří dětí Philipa Henryho Islese (1912–1989) a jeho manželky, která byla ve 40. letech známá jako modelka Lillian Fox. Její rodiče se později rozvedli a její matka se znovu vdala za spisovatele Stephana Groueffa. Její pradědeček byl Emanuel Lehman, spoluzakladatel Lehman Brothers. K fotografii ji přivedl její dědeček, když byla ještě dítě. Jako teenagerka studovala dějiny umění na Spence School na Manhattanu a ve věku 19 let žila v Itálii, kde mohla dále studovat umění. Barneyová se poprvé zapojila do fotografování, když byla požádána, aby se kolem roku 1971 dobrovolně přihlásila do rady mladých v Muzeu moderního umění v New Yorku, kde pracovala v oddělení fotografie a katalogizovala výstavy. Začala sbírat fotografie a chodit do různých galerií, aby se v oblasti fotografie více vzdělávala. Poté, co se v roce 1973 přestěhovala do Sun Valley v Idaho, začala jako koníček chodit na kurzy fotografie. V Idaho studovala v Sun Valley Center for Arts and Humanities v Ketchumu, od roku 1976 do roku 1979. Kromě toho absolvovala workshopy s Frederickem Sommerem, Rogerem Mertinem, Joyce Niemanasovou, Duane Michalsovou, Nathanem Lyonsem, Johnem Pfahlem a Robertem Cummingem.

## Kariéra
Barneyová je nejznámější tím, že vytváří velkoformátové barevné fotografie své bohaté rodiny z východního pobřeží. Snímky překračují hranici mezi přímou a výjevovou fotografií. Ačkoli se bohatství stalo v jejím díle jakousi estetikou, její „fascinace je opakováním tradic a rituálů. Myšlenka, že rodiny bez ohledu na to, odkud pocházejí, dělají totéž. “ Autorčiny práce jsou ve sbírkách Mezinárodního muzea fotografie a filmu George Eastman House v Rochesteru v New Yorku; Muzeum moderního umění v New Yorku; Muzeum výtvarných umění v Houstonu v Texasu; sbírka umění JPMorgan Chase v New Yorku; a Muzeum současné fotografie. V poslední době byla její práce uvedena v New York State Theatre v New Yorku v roce 2011; Barbican Art Center, Londýn; Muzeum Folkwang v Essenu, Museum der Art Moderne, Salcburk a další.
Barneyová také produkovala nebo spolurežírovala krátké filmy o fotografech Janu Grooverovi (Jan Groover: Tilting at Space, 1994) a Horstu P. Horstovi (Horst, 1988). Nechala natočit dokument o svém životě, vysílaný v roce 2007 na Sundance Channel v režii Jaci Judelsona. Barneyová získala John Simon Guggenheim Memorial Fellowship v roce 1991 a Lucii Award 2010 za úspěch v portrétování.
Umělkyni v současné době (2020) zastupuje Galerie Paula Kasmina v New Yorku.

## Osobní život
V roce 1966 se provdala za Johna Josepha Barneyho z Watch Hill na Rhode Island. Její bratr Philip Henry Isles II. se oženil s herečkou Alexandrou Moltke.

## Významné práce
- Marina's Room, 1987[11]
- Houselights, 1999[11]
- Jill and the TV, 1989[11]
- The Two Friends, 2002[11]

## Monografie
- Players (Steidl Press, 2011) ISBN 3-86521-995-0
- The Europeans (Barbican Art Gallery and Steidl Press, 2005) ISBN 3-86521-095-3
- Friends and Relations: Photographs by Tina Barney (Smithsonian Institution Press, 1991) ISBN 1-56098-048-6

## Výstavy
- Les Européens, Rencontres d'Arles, Francie, 2003. Curated by Janet Borden.[12]
- The Europeans, Barbican Art Gallery, London, 2005.[13][14]
- Players, Janet Borden Inc., New York, 2010.[15]
- The Europeans, Haggerty Museum of Art, Milwaukee, WI, 2012.[16][17]
- Small Towns, Janet Borden, Inc., New York, 2012.[18]
- The Europeans, Frist Center for the Visual Arts, Nashville, TN, 2015.[19][20]
- Four Decades, Paul Kasmin Gallery, New York, 2015.[21][22]

## Ocenění a granty
- 2010 – Lucie Award za úspěch v portrétu[23]
- 1991 – John Simon Guggenheim Memorial Foundation, Artist's Fellowship[24]